# Si tu es un homme
Pour plus de détails, voir Fiche technique et Distribution.
Si tu es un homme est un film documentaire réalisé par Simon Panay en 2022 et sorti en salles en 2023,.

## Synopsis
Dans la mine d’or de Perkoa au Burkina Faso, on suit le quotidien d'Opio, un garçon âgé de 13 ans, qui travaille en surface pour gagner un maigre salaire. Afin de payer les frais d'inscriptions de l'école pour apprendre un autre métier, Opio va devoir gagner plus en descendant dans les galeries souterraines.

## Fiche technique
- Auteur-réalisateur : Simon Panay
- Image : Simon Panay
- Son : Souleymane Drabo
- Montage : Thomas Marchand
- Compositeur : Philippe Fivet
- Mixage : Boris Chapelle
- Étalonnage : Olivier Gracia
- Montage son : Boris Chapelle
- Producteur : Xavier Castano, Christie Molia, Arnaud Debuchy
- Producteur délégué : Loull Production
- Coproducteur : Acacia Films Productions, Moteur S’il Vous Plaît
- Diffuseur : Canal+ International, Radio Télévision Belge Francophone
- Ayant-droit : Loull Production

## Réception
Plusieurs médias saluent le documentaire,,.

## Sélections et distinctions
- 2022 : États généraux du film documentaire - Lussas (France) - Sélection « Expériences du Regard »
- 2022 : Au Cinéma Pour les Droits Humains - Le Festival Cinéma d’Amnesty International - Marseille (France) - Sélection officielle
- 2022 : DOK.fest München - Munich (Allemagne) - Sélection officielle - Première mondiale
- 2022 : Lumières d’Afrique - Besançon (France) - Compétition « Documentaires longs »
- 2022 : 27e rencontres du cinéma francophone en Beaujolais - Villefranche sur Saône (France) - Compétition
- 2023 : Maghreb si loin… si proche - Argelès sur Mer (France) - Sélection officielle